# Cantiga de roda

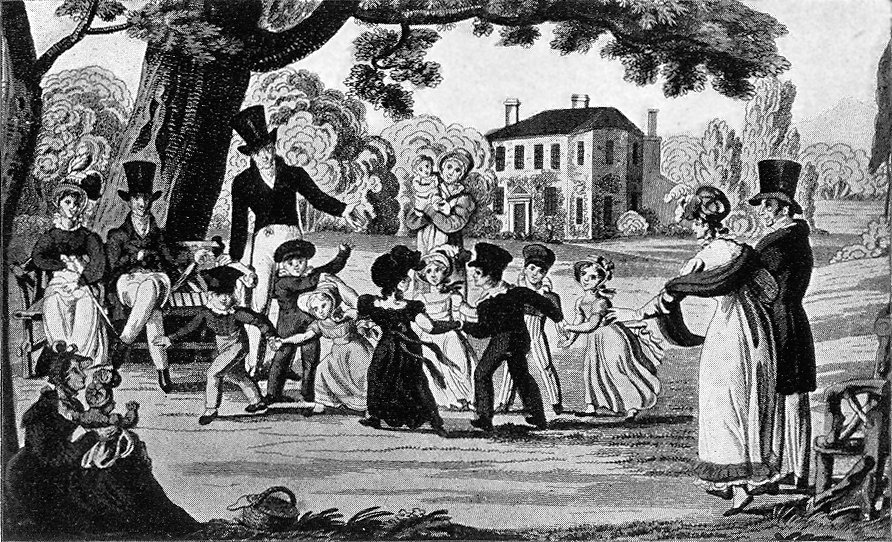
Crianças europeias dançam uma cantiga por volta de 1820, ao estilo estético-cultural ocidental à época.

Cantigas de roda (também conhecidas como cirandas ou brincadeiras de roda) são brincadeiras infantis, também incorporadas por adultos em contextos pedagógicos. As crianças formam uma roda de mãos dadas e cantam melodias folclóricas, podendo executar ou não coreografias acerca da letra da música. De origem lusitana, são uma grande expressão folclórica, e acredita-se que pode ter origem em músicas modificadas de um autor popular. São melodias com letras simples, geralmente alegres e divertidas. O compasso mais utilizado é o binário, porém raramente o ternário e o quaternário. Entre as cantigas de roda mais conhecidas estão: Roda pião, Escravos de Jó, Rosa juvenil, Sapo Cururu, O cravo e a rosa, Ciranda-Cirandinha e Atirei o pau no gato, A Dona Aranha, entre outras.

## Rodas cantadas e cirandas
As rodas cantadas são uma manifestação cultural que se diferencia das cirandas, cirandinhas ou cantiga de roda, sendo que estas geralmente são realizadas em rodas, com canções de métrica marcada que permitem o dar as mãos e simplesmente rodar enquanto cantam. Não possuem coreografia ou gestos elaborados. Geralmente, as crianças giram de mãos dadas até o ponto alto da canção, onde realizam um movimento marcante.
"Ciranda cirandinha vamos todos cirandar, vamos dar a meia volta volta e meia vamos dar, O anel que tu me deste era vidro e se quebrou, o amor que tu me tinhas era pouco e se acabou"
No geral durante todo o transcorrer da ciranda o grupo canta e roda de mãos dadas e no "acabou" todos param e se abaixam, encerrando a canção.

As Cantigas de Roda são canções populares tradicionalmente associadas às brincadeiras de roda. Nesse sentido carregam uma melodia de ritmo claro e rápido, favorecendo a imediata assimilação. Estão incluídas nas tradições orais em inúmeras culturas. No Brasil fazem parte do folclore, que incorpora elementos das culturas predominantemente portugueses, seguidos pela espanhola, européia, africana, indígena e francesa. 
Dança infantil, de roda, vulgaríssima no Brasil e vinda de Portugal, onde é bailado de adultos. [...] Música e letra são em maior porcentagem, portuguesas, e uma das rondas permanentes, na literatura oral brasileira, atestando a velha observação de que as cantigas infantis são as mais difíceis de renovação por que as crianças permanecem conservadoras, repetindo as fases de cultura peculiares a esse ciclo cronológico (CASCUDO, 2012, p. 208). 
Elas também podem ser chamadas de cirandas, e têm caráter folclórico. Esta prática, hoje em dia não tão presente na realidade infantil como antigamente devido às tecnologias existentes, é geralmente usada para entretenimento de crianças de todas as idades em locais como colégios, creches, parques, etc.
Há algumas características que elas têm em comum, como por exemplo a letra. Além de ser uma letra simples de memorizar, é recheada de rimas, repetições e trocadilhos, o que faz da música uma brincadeira.
Na matriz cultural brasileira têm uma característica interessante, que é a autoria coletiva ou anônima, pelo fato de serem passadas de geração em geração. Atreladas ao ato de brincar, consistem em formar um grupo com várias crianças ou adultos, dar as mãos e cantar uma música com características, melodia e ritmo próprio, letras de fácil compreensão, temas referentes à realidade da criança ou ao seu imaginário, e geralmente com coreografias. 
As cantigas de roda conhecidas no Brasil, são de extrema importância e fazem parte da cultura nacional. Pode contribuir para o aprendizado das crianças, elas fazem parte do cotidiano das pessoas, nas festas típicas, brincadeiras, crenças.
Outro exemplo de de cantiga de roda é a canção "Era um Cavalo":
"Era um cavalo, guloso comia capim, de tanto comer capim, sua perninha ficou assim… (e todos fazem o gesto) assim assim assim hei, assim assim assim hei…"